# 김기창 (배우)
김기창은 대한민국의 연극 배우이다.

## 영화
- (2022년) 《늑대사냥》 - 오장훈 역

## 연극
- (2021년) 《이국정원》
- (2021년) 《라이브 더빙쇼 <이국정원 異國情鴛> - 인천》